# 正則座標
在古典力學裏，正則座標是相空間的一種座標。正則座標很自然的出現於哈密頓力學的研究。正如同哈密頓力學的被辛幾何廣義化，正則變換也被切觸變換廣義化。如此在古典力學裏，正則座標的19世紀定義也被廣義化，成為更抽象地以餘切叢為基礎的20世紀定義。

## 定義
在哈密頓力學裏，正則座標 {\displaystyle (\mathbf {q} ,\ \mathbf {p} )\,\!} 必須滿足哈密頓方程式：
{\displaystyle {\dot {\mathbf {q} }}=~~{\frac {\partial {\mathcal {H}}}{\partial \mathbf {p} }}\,\!} ，
{\displaystyle {\dot {\mathbf {p} }}=-{\frac {\partial {\mathcal {H}}}{\partial \mathbf {q} }}\,\!} ；
其中，{\displaystyle {\mathcal {H}}(\mathbf {q} ,\ \mathbf {p} ,\ t)\,\!} 是哈密頓量、{\displaystyle \mathbf {q} =(q_{1},\ q_{2},\ \dots ,\ q_{N})\,\!} 是廣義座標、{\displaystyle \mathbf {p} =(p_{1},\ p_{2},\ \dots ,\ p_{N})\,\!} 是廣義動量。

## 特性
正則座標滿足基本帕松括號關係：
{\displaystyle [q_{i},q_{j}]_{\mathbf {q} ,\mathbf {p} }=0\,\!} ，
{\displaystyle [p_{i},p_{j}]_{\mathbf {q} ,\mathbf {p} }=0\,\!} ，
{\displaystyle [q_{i},p_{j}]_{\mathbf {q} ,\mathbf {p} }=\delta _{ij}\,\!} 。
正則座標可以用勒壤得轉換從拉格朗日形式論的廣義座標求得；也可以用正則變換從另外一組正則座標求得。